# 캐롤라이나 모나크스
| 캐롤라이나 모나크스 |                                                                          |
| 콘퍼런스            | 남부 콘퍼런스 (1995년~1997년)                                            |
| 디비전              | 사우스 디비전 (1995년~1996년) 미드-애틀렌틱 디비전 (1996년~1997년)       |
| 설립연도            | 1995년                                                                   |
| 해체연도            | 1997년                                                                   |
| 역사                | 캐롤라이나 모나크스 (1995년~1997년) 비스트 오브 뉴헤이븐 (1997년~1999년) |
| 경기장              | 그린즈버러 콜리시엄                                                      |
| 연고지              | 노스캐롤라이나주 그린즈버러                                              |
| 상징색              | 빨강, 파랑, 금                                                           |
| 구단주              |                                                                          |
| 단장                |                                                                          |
| 감독                |                                                                          |
| NHL 제휴            |                                                                          |
| ECHL 제휴           |                                                                          |
| 정규시즌 우승       |                                                                          |
| 콘퍼런스 우승       |                                                                          |
| 디비전 우승         |                                                                          |
| 칼더 컵             |                                                                          |
| 영구 결번           |                                                                          |

캐롤라이나 모나크스(Carolina Monarchs)는 미국 노스캐롤라이나주 그린즈버러를 연고지로 하는 1995년부터 1997년까지 AHL 소속되었던 아이스 하키팀이다.
1997년 연고지를 코네티컷주 뉴헤이븐 (비스트 오브 뉴헤이븐)로 이전했다.

## 역대 홈경기장
| 캐롤라이나 모나크스 |               |          |                             |      |
| 경기장              | 사용기간      | 수용인원 | 장소                        | 비고 |
| 그린즈버러 콜리시엄 | 1995년~1997년 | 15,000명 | 노스캐롤라이나주 그린즈버러 | 빈칸 |